# Nàberejni (Kírov)
|  | Per a altres significats, vegeu «Nàberejni». |

Nàberejni (en rus: Набережный) és un poble (un possiólok) de l'óblast de Kírov, a Rússia, segons el cens del 2010 tenia 66. Pertany al districte d'Arbaj.